# Bahnhof Nijmegen Heyendaal
Der Bahnhof Nijmegen Heyendaal ist ein Bahnhof an der Maaslinie in den Niederlanden. Historisch gesehen befindet er sich an der Linksniederrheinischen Strecke. Er ist in Nijmegen vor allem für Studenten von Bedeutung, da er die Radboud-Universität Nijmegen sowie einige Standorte der Hogeschool van Arnhem en Nijmegen (HAN) anbindet. Letztere befinden sich direkt am Bahnhof.
Der Bahnhof wird von Zügen von Arriva Personenvervoer Nederland bedient. Die Bahnsteige sind durch eine Fußgängerbrücke erreichbar.

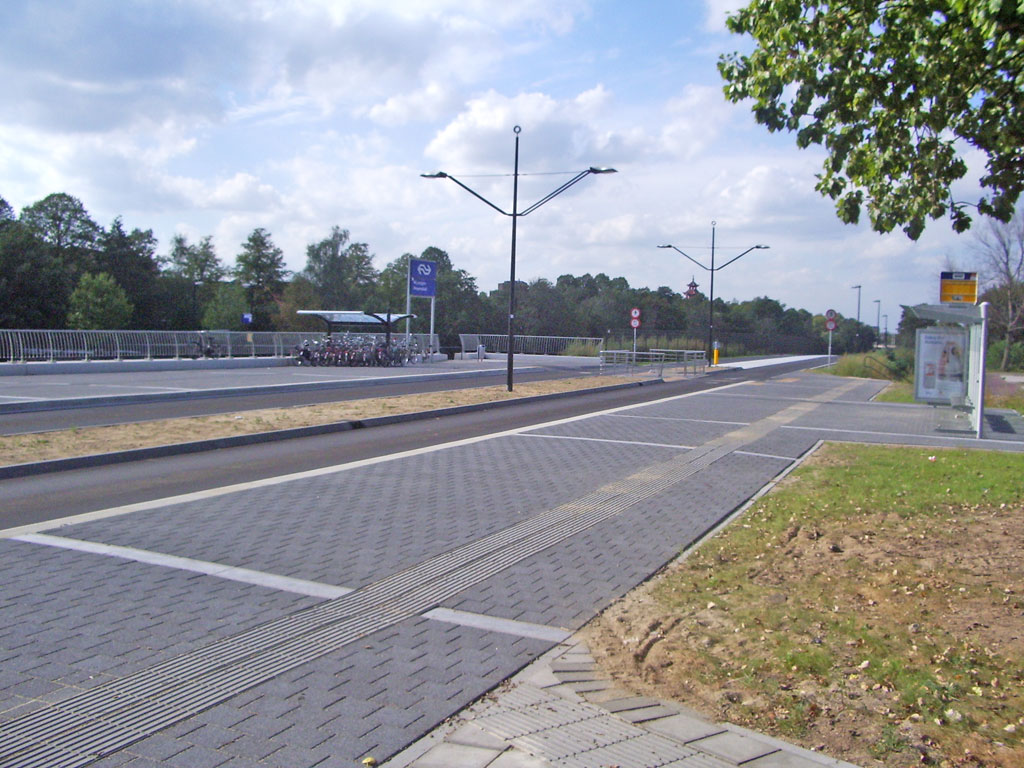
Vorplatz des Bahnhofs mit Bushaltestelle der neuen Busstraße

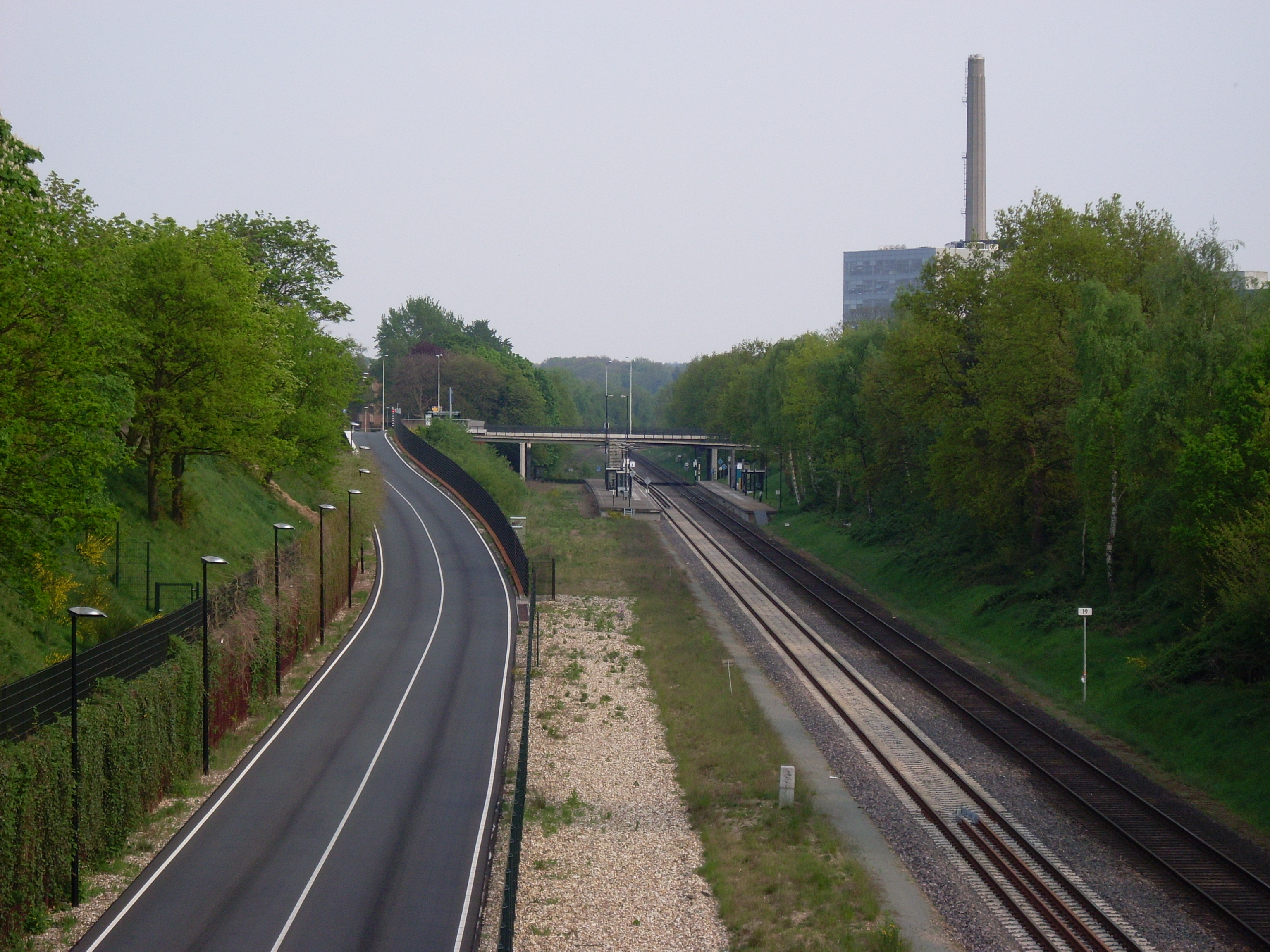
Bahnhof Heyendaal mit der neuen Busspur, die Heyendaal mit dem Hauptbahnhof Nijmegen verbindet

Die Gleise 1 und 2 an der Maaslinie sind in Betrieb, während Gleis 3 nach Kleve stillgelegt ist. Seit 2011 sind die Bahnsteige durch Aufzüge barrierefrei erreichbar.

## Geschichte
Die Station wurde am 28. Mai 1972 eröffnet. Von 1979 bis 2000 gab es eine Station vom Typ Sextant. Dann wurde das Bahnhofsgebäude abgerissen. Ursprünglich hatte die Station drei Gleise. An den Gleisen 1 und 2 wurden für die Linie Nijmegen – Venlo verwendet. Am Gleis 3 hielten die Züge nach Kleve. Seit der Stilllegung der Bahnstrecke im Jahr 1991 halten diese nicht mehr hier. Im Jahr 2006 wurde das dritte Gleis für den Bau einer unabhängigen Busstraße entfernt. Diese Busstraße verläuft auf dem Heyendaalseweg. Auf der Höhe des Bahnhofs ist eine Bushaltestelle eingerichtet.
Der ehemalige Bahnhof ’t Heilig Land (1918–1925) war ein Halt auf der Strecke nach Kleve (und nicht auf der Strecke nach Venlo). Er befand sich mehr als eine Meile weiter südlich in der Nähe des Sionswegs im Gebiet der Gemeinde Heumen.

## Ausblick
Sowohl Nijmegen als auch Kleve planen eine Reaktivierung der Linksniederrheinischen Bahnstrecke zwischen Nijmegen Heyendaal und Kleve, um die stetig wachsende Pendlerzahl zwischen beiden Städten besser zu befördern. Noch wird diese Verbindung mit einem Schnellbus (Linie 58) der NIAG durchgeführt, welcher direkt zwischen Kleve und Nijmegen verkehrt. Dieser gerät bei hoher Nachfrage sehr oft an seine Belastungsgrenze. Außerdem verbindet er die Stadtzentren schnurgerade über die N325 und B9, sodass die Studenten von Kleve nach Nijmegen dort einmal umsteigen müssen. Kleve möchte eine Reaktivierung der Bahnstrecke und eine Verlängerung des RE10, Nijmegen eine Straßenbahn nach dem Karlsruher Modell. Dabei schneidet die Verlängerung des Regional-Express 10 in der Nutzen-Kosten-Bewertung deutlich besser als die Regional-Stadtbahn ab.

## Streckenverbindungen
Folgende Linien fahren den Bahnhof Nijmegen Heyendaal im Jahresfahrplan 2022 an:
| Zugtyp             | Linienverlauf                                             | Frequenz                                          |
| ------------------ | --------------------------------------------------------- | ------------------------------------------------- |
| Stoptrein (Arriva) | Nijmegen – Nijmegen Heyendaal – Venray – Venlo – Roermond | halbstündlich                                     |
| Stoptrein (Arriva) | Nijmegen – Nijmegen Heyendaal – Venray                    | halbstündlich (fährt abends und wochenends nicht) |